# Léon Buysse
Léon Buysse (Izegem, 8 giugno 1889 – Izegem, 31 ottobre 1951) è stato un ciclista su strada e pistard belga.
Vinse il Kampioenschap van Vlaanderen 1911 (corsa nella quale salì sul podio anche nelle edizioni del 1910 e del 1912) e fu secondo al Giro delle Fiandre 1919.

## Palmares
- 1911 (Individuali, una vittoria)

Kampioenschap van Vlaanderen

### Altri successi
- 1912 (Individuale, tre vittorie)

Pittem (criterium)
Torhout (criterium)
Kortemark (criterium)
- 1913 (Individuale, due vittorie)

Beerst (criterium)
Vinderhoute (criterium)

## Piazzamenti

### Classiche monumento
- Giro delle Fiandre

1919: 2º